# Gaio Giulio Iullo (tribuno consolare 408 a.C.)
Gaio Giulio Iullo (Roma, ... – ...; fl. V secolo a.C.) è stato un politico romano del V secolo a.C.

## Primo tribunato consolare
Nel 408 a.C. fu eletto tribuno consolare con Gaio Servilio Strutto Ahala e Publio Cornelio Cosso.
Gli Equi ed i Volsci, cui era stato tolto il presidio di Verrugine  e razziati i territori, organizzarono un esercito per combattere i Romani, e lo disposero davanti ad Anzio, la più attiva nell'organizzazione della campagna militare.
Dopo lunghe discussioni, con il parere contrario di Gaio Giulio e Publio Cornelio, alla fine a Roma si arrivò alla nomina di un dittatore per la conduzione della campagna militare contro Anzio. Il terzo Tribuno consolare, Gaio Servilio, nominò dittatore Publio Cornelio Rutilo Cosso, che a sua volta, scelse Gaio Servilio come Magister Equitum.
L'esercito romano ebbe facilmente ragione dell'esercito nemico.
(Tito Livio, "Ab Urbe Condita", IV, 4, 56)

## Secondo tribunato consolare
Nel 405 a.C. fu eletto tribuno consolare con Aulo Manlio Vulsone Capitolino, Quinto Quinzio Cincinnato, Lucio Furio Medullino, Tito Quinzio Capitolino Barbato e Manio Emilio Mamercino.
Roma portò guerra a Veio, assediando la città, che non riuscì a convincere le altre città etrusche a scendere in guerra contro Roma.
(Tito Livio, "Ab Urbe Condita", IV, 4, 61)